# Малберри (гавань)
Гавань «Малберри» (Mulberry Harbour) — британская система временных береговых сооружений,  использовавшаяся на необорудованном побережье Нормандии для выгрузки военной техники, личного состава и материальных запасов при проведении операции «Оверлорд» во время Второй мировой войны. За десять месяцев, прошедших с момента высадки, с помощью этих гаваней на берега Нормандии было высажено более 2,5 млн людей, доставлено порядка 500 тысяч единиц техники и более 4 млн т материалов.
Среди военных историков до сих пор ведутся споры о том, кто именно из британских инженеров был автором проекта Малберрийских гаваней; в числе претендентов называются валлийский инженер Хью Хьюз, профессор Берналь и вице-адмирал Джон Хьюз-Халлетт.
Два сборных морских порта, «Малберри А» и «Малберри В», были посекционно транспортированы через Ла-Манш одновременно с началом вторжения и устроены на французском побережье у плацдарма «Омаха-Бич» близ городка Сен-Лоран-сюр-Мер и плацдарма «Голд» вблизи Арроманш-ле-Бен соответственно.